# Acanthosaura titiwangsaensis
Acanthosaura titiwangsaensis là một loài thằn lằn trong họ Agamidae. Loài này được Wood, Grismer, Grismer, Ahmad, Onn & Bauer mô tả khoa học đầu tiên năm 2009.